# Infurcitinea hellenica
Infurcitinea hellenica är en fjärilsart som beskrevs av Reinhardt Gaedike 1997. Infurcitinea hellenica ingår i släktet Infurcitinea och familjen äkta malar.
Artens utbredningsområde är Grekland. Inga underarter finns listade i Catalogue of Life.